# Mariam Al-Hodaby
Mariam Al-Hodaby, née le 5 avril 2000, est une pongiste égyptienne.

## Carrière
Mariam Al-Hodaby remporte la médaille d'or par équipes dames aux Jeux africains de 2019 à Rabat.
Elle est médaillée d'or en simple dames et médaillée de bronze en double dames avec Marwa Al-Hodaby aux Championnats d'Afrique de tennis de table 2021 à Yaoundé.
Aux Jeux méditerranéens de 2022 à Oran, elle remporte la médaille d'or par équipes.
En mars 2024, elle remporte la médaille d'or en double dames, en double mixte et par équipes dames aux Jeux africains à Accra.
Elle est médaillée d'or par équipe, médaillée d'argent en simple dames ainsi qu'en double mixte et médaillée de bronze en double dames aux Championnats d'Afrique de tennis de table 2024 à Addis-Abeba.